# Dyskografia Testu
Dyskografia Testu – polskiego zespołu muzycznego uznawanego za prekursora polskiego hard-rocka, składa się z jednego albumu studyjnego, jednego minialbumu, dwóch albumów kompilacyjnych, trzech singli oraz sześciu pocztówek dźwiękowych.
Debiutancki EP zespołu Antonina został wydany w 1971 roku nakładem wytwórni płytowej Pronit. Wydawnictwo zawiera cztery premierowe utwory zespołu i stanowi jedyną „czwórkę” wydaną w historii grupy.
Jedyny studyjny album zespołu zatytułowany Test został wydany w 1974 roku. Mimo zróżnicowanego repertuaru i udziału w nim wielu znanych polskich muzyków, takich jak Wojciech Bruślik, Wojciech Bolimowski czy Krzysztof Sadowski, album w momencie wydania został przyjęty chłodno. Dopiero pod koniec lat 70. XX wieku, dzięki popularności nurtu nowej fali brytyjskiego heavy metalu album został doceniony, a zespół uznano za prekursora polskiego hard-rocka.
Z myślą o realizacji drugiego longplaya, zespół w 1975 roku nagrał piosenki „Bez problemów” oraz „Nie bądź taka pewna siebie”. Do nagrania płyty nigdy jednak nie doszło, a rok później zespół definitywnie zakończył swoją działalność. Reedycja pierwszego albumu ukazała się w 1992 roku nakładem wytwórni płytowej Polskie Nagrania „Muza”.
W 2000 roku nakładem wytwórni płytowej Pomaton EMI wydano kompilacyjny album zespołu Przygoda bez miłości, pochodzący z serii albumów muzycznych Złota kolekcja, a w 2008 roku album Z Archiwum Polskiego Radia, Vol. 9 – Test, na którym znalazły się nagrania z sesji radiowych dokonanych w latach 1971–1975.

## Albumy studyjne
| Rok  | Dane dot. albumu                        | Uwagi                                      |
| ---- | --------------------------------------- | ------------------------------------------ |
| 1974 | Test - Wydany: 1974 - Wytwórnia: Pronit | - Reedycja albumu ukazała się w 1992 roku. |

## EP
| Rok  | Dane dot. albumu                            |
| ---- | ------------------------------------------- |
| 1971 | Antonina - Wydany: 1971 - Wytwórnia: Pronit |

## Kompilacje
| Rok  | Dane dot. albumu                                                                    |
| ---- | ----------------------------------------------------------------------------------- |
| 2000 | Złota kolekcja: Przygoda bez miłości - Wydany: 2000 - Wytwórnia: Pomaton EMI        |
| 2008 | Z Archiwum Polskiego Radia, Vol. 9 – Test - Wydany: 2008 - Wytwórnia: Polskie Radio |

## Single
| Rok  | Tytuł                                    | Źródło |
| ---- | ---------------------------------------- | ------ |
| 1971 | „Sam sobie żeglarzem” / „Do widzenia”    | [ 11 ] |
| 1974 | „Przygoda bez miłości” / „W pogoni dnia” | [ 12 ] |
| 1974 | „Przygoda bez miłości” / „Płyń pod prąd” | [ 13 ] |

## Pocztówki dźwiękowe
| Rok  | Tytuł                              | Źródło |
| ---- | ---------------------------------- | ------ |
| 1971 | „Antonina”                         | [ 14 ] |
| 1971 | „Masz wszystko to, co trzeba mieć” | [ 15 ] |
| 1971 | „Pójdę z Tobą w świat daleki”      | [ 16 ] |
| 1971 | „Sam sobie żeglarzem”              | [ 17 ] |
| 1972 | „Świat jaki jest”                  | [ 18 ] |
| 1972 | „Wybij sobie z głowy”              | [ 19 ] |

## Kompilacje różnych wykonawców
| Rok  | Album                                                      | Utwory                                                               | Źródło |
| ---- | ---------------------------------------------------------- | -------------------------------------------------------------------- | ------ |
| 1972 | Dyskoteka 4                                                | - „Sam sobie żeglarzem”                                              | [ 20 ] |
| 1974 | Dyskoteka 6                                                | - „Inna jest noc” - „Zagubieni w ciemności”                          | [ 21 ] |
| 1974 | Dyskoteka 7                                                | - „Gdy gaśnie w nas płomień” - „Matylda”                             | [ 22 ] |
| 1976 | Za zdrowie pań                                             | - „Matylda”                                                          | [ 23 ] |
| 1991 | Popołudnie z młodością: Chochoły, Polanie, Skaldowie, Test | - „Antonina” - „Przygoda bez miłości” - „Sam sobie żeglarzem”        | [ 4 ]  |
| 1992 | Złote lata polskiego beatu 1971 vol.1                      | - „Do zobaczenia” - „Na Twojej dłoni”                                | [ 24 ] |
| 1992 | Złote lata polskiego beatu 1971 vol.2                      | - „Masz wszystko to, co trzeba mieć” - „Pójdę z tobą w świat daleki” | [ 25 ] |
| 1999 | Polskie super hity cz. 1                                   | - „Przygoda bez miłości”                                             | [ 26 ] |
| 2002 | Najlepsze polskie lektury obowiązkowe – tom IV             | - „Przygoda bez miłości”                                             | [ 27 ] |
| 2008 | Fonoteka 2                                                 | - „Droga przez sen”                                                  | [ 28 ] |
| 2008 | Why not samba                                              | - „Sam sobie żeglarzem”                                              | [ 29 ] |
| 2009 | We pay respekt                                             | - „Livin’ In Sin” (cover Skin Alley)                                 | [ 31 ] |
| 2009 | Lata 70. – 40 przebojów                                    | - „Przygoda bez miłości”                                             | [ 32 ] |
| 2009 | Antologia polskiego bluesa cz. 2                           | - „Po horyzontu kres”                                                | [ 33 ] |
| 2010 | Polskie dzieci kwiaty – tom 1: Miłość                      | - „Inna jest noc”                                                    | [ 34 ] |

## Lista utworów grupy Test
Poniższa lista przedstawia spis wszystkich piosenek w repertuarze grupy Test, uporządkowanych alfabetycznie.
| Tytuł utworu                                                              | Autor tekstu                                                     | Kompozytor                                                       | Źródło        |
| ------------------------------------------------------------------------- | ---------------------------------------------------------------- | ---------------------------------------------------------------- | ------------- |
| „Antonina” (1971)                                                         | Jeremi Przybora                                                  | Wojciech Gąssowski                                               | [ 35 ]        |
| „Bez problemów” (1975)                                                    | Jerzy Miller                                                     | Andrzej Korzyński                                                | [ 36 ]        |
| „Do zobaczenia” (1971)                                                    | Andrzej Tylczyński                                               | Andrzej Korzyński                                                | [ 36 ]        |
| „Droga przez sen” (1974)                                                  | Marek Dutkiewicz                                                 | Dariusz Kozakiewicz                                              | [ 37 ]        |
| „Gdy gaśnie w nas płomień” (wersja radiowa – 1973, wersja pływowa – 1974) | Elżbieta Horbaczewska, Krzysztof Logan                           | Dariusz Kozakiewicz                                              | [ 37 ]        |
| „Inna jest noc” (wersja radiowa – 1973, wersja płytowa – 1974)            | M. Szop                                                          | Dariusz Kozakiewicz                                              | [ 37 ]        |
| „Keep On Rolling” (2001) (wyk. duet W. Gąssowski / D. Kozakiewicz)        | Bogdan Olewicz                                                   | Dariusz Kozakiewicz                                              | [ 36 ]        |
| „Licz na siebie sam” (1974)                                               | Jerzy Miller                                                     | Dariusz Kozakiewicz                                              | [ 37 ]        |
| „Livin’ In Sin” (1972) (cover Skin Alley)                                 | Bob James                                                        | Chichester, Clague, Coyne, Cudworth, Gratton                     | [ 38 ] [ 39 ] |
| „Masz wszystko to, co trzeba mieć” (1971)                                 | Jerzy Miller                                                     | Andrzej Spol                                                     | [ 15 ]        |
| „Matylda” (1974)                                                          | M. Szop                                                          | T. Rajko                                                         | [ 37 ]        |
| „Na Twojej dłoni” (1972)                                                  | Stanisław Werner                                                 | Andrzej Mikołajczak                                              | [ 25 ]        |
| „Nie bądź taka pewna siebie” (1975)                                       | M. Szop                                                          | Dariusz Kozakiewicz                                              | [ 37 ]        |
| „Płyń pod prąd” (1974)                                                    | Jerzy Miller                                                     | Dariusz Kozakiewicz                                              | [ 37 ]        |
| „Po horyzontu kres” (1972)                                                | Bogdan Olewicz                                                   | Dariusz Kozakiewicz                                              | [ 36 ]        |
| „Pójdę z tobą w świat daleki” (1971)                                      | Kazimierz Winkler                                                | Tomasz Dziubiński, Aleksander Michalski                          | [ 35 ]        |
| „Przygoda bez miłości” (wersja radiowa – 1973, wersja płytowa – 1974)     | Jerzy Miller                                                     | Andrzej Korzyński                                                | [ 37 ]        |
| „Sam sobie żeglarzem” (1971)                                              | Jerzy Miller                                                     | Wojciech Gąssowski, Aleksander Michalski, Andrzej Mikołajczak    | [ 35 ]        |
| „Smoke on the Water” (1972) (cover Deep Purple)                           | Ritchie Blackmore, Ian Gillan, Roger Glover, Jon Lord, Ian Paice | Ritchie Blackmore, Ian Gillan, Roger Glover, Jon Lord, Ian Paice | [ 40 ] [ 41 ] |
| „Śnij o mnie” (wersja radiowa – 1973, wersja płytowa – 1974)              | Krzysztof Logan                                                  | Dariusz Kozakiewicz                                              | [ 37 ]        |
| „Świat jaki jest” (1972)                                                  | Andrzej Jastrzębiec-Kozłowski                                    | Andrzej Mikołajczak                                              | [ 18 ]        |
| „Testament” (1974)                                                        | M. Szop                                                          | Dariusz Kozakiewicz                                              | [ 37 ]        |
| „W pogoni dnia” (1974)                                                    | A. Kłodzki                                                       | T. Rajko                                                         | [ 37 ]        |
| „Walcz o życie” (2001) (wyk. duet W. Gąssowski / D. Kozakiewicz)          | Marek Gaszyński                                                  | Dariusz Kozakiewicz                                              | [ 36 ]        |
| „Wybij sobie z głowy” (1972)                                              | Bogdan Olewicz                                                   | Dariusz Kozakiewicz                                              | [ 19 ]        |
| „Zagubieni w ciemności” (1973)                                            | M. Szop                                                          | Marek Sewen                                                      | [ 21 ]        |
| „Zguba” (1974)                                                            | Bogdan Olewicz                                                   | T. Rajko                                                         | [ 37 ]        |
| „Żółw na Galapagos” (1972)                                                | Jerzy Miller                                                     | Dariusz Kozakiewicz                                              | [ 36 ]        |